# San Juan (El Franco)
San Juan (oficialmente y en asturiano: San Xuan) es una casería perteneciente a la parroquia de Prendones, en el concejo de El Franco, comarca de Eo-Navia, Principado de Asturias, España.